# Molly's Pilgrim
Molly's Pilgrim est un court métrage américain réalisé par Jeffrey D. Brown (en) et sorti en 1985, d'après le livre pour enfants de Barbara Cohen, qui apparait elle-même dans le film.

## Fiche technique
- Réalisation : Jeffrey D. Brown (en)
- Scénario : Jeffrey D. Brown d'après le livre de Barbara Cohen (en)
- Production :  Phoenix Films Inc.
- Image : Mark Trottenberg
- Lieu de tournage : New Jersey
- Montage : Scott Morris
- Durée :  24 minutes
- Date de sortie : 1985

## Distribution
- Lilly Balaban : Kate
- Jessica Bertan
- Travis Blank : Arthur
- Robert Clohessy : le prof de gym
- Barbara Cohen
- Greg Donohue

## Nominations et récompenses
- Oscar du meilleur court métrage en prises de vues réelles en 1986[1]